# Henrik Klausen
Henrik Kristen Johan Klausen (Kopervik, Karmøy, 14 de febrero de 1844 - Kristiania, 23 de noviembre de 1907) fue un actor noruego.

## Biografía
Henrik Klausen creció en Bergen. Fue descubierto en la escuela de teatro en Trondheim en 1860 y actuó durante dos temporadas en la escena nacional de la ciudad. Debutó en el Teatro de Christiania, donde se hablaba danés, el 30 de agosto de 1863 en la vaudeville de Eugène Scribe, Zoé, o El amante prestado. Estudió en el extranjero en varios periodos, en París en 1864 y en Estocolmo entre 1866 y 1867, y luego se vinculó permanentemente al Teatro de Christiania. En 1870, se comprometió con el Kristiania norske Theater de Bjørnson, también conocido como el Teatro de Møllergaden, pero regresó al Teatro de Christiania el 1 de enero de 1872. Fue contratado por el Nationaltheatret en 1899.

## Galería de imágenes

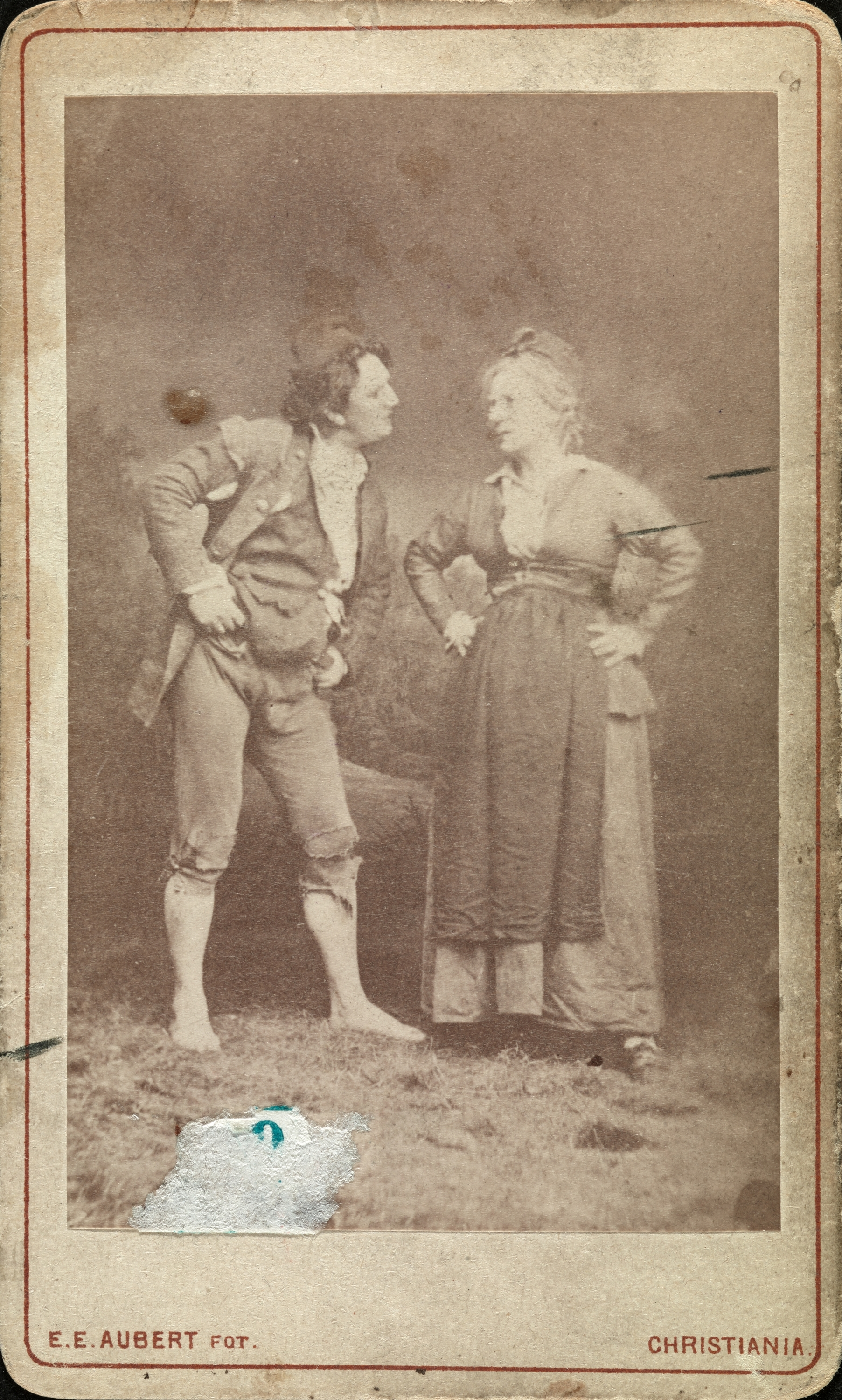
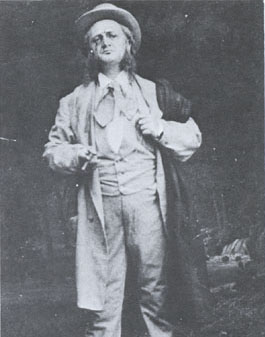
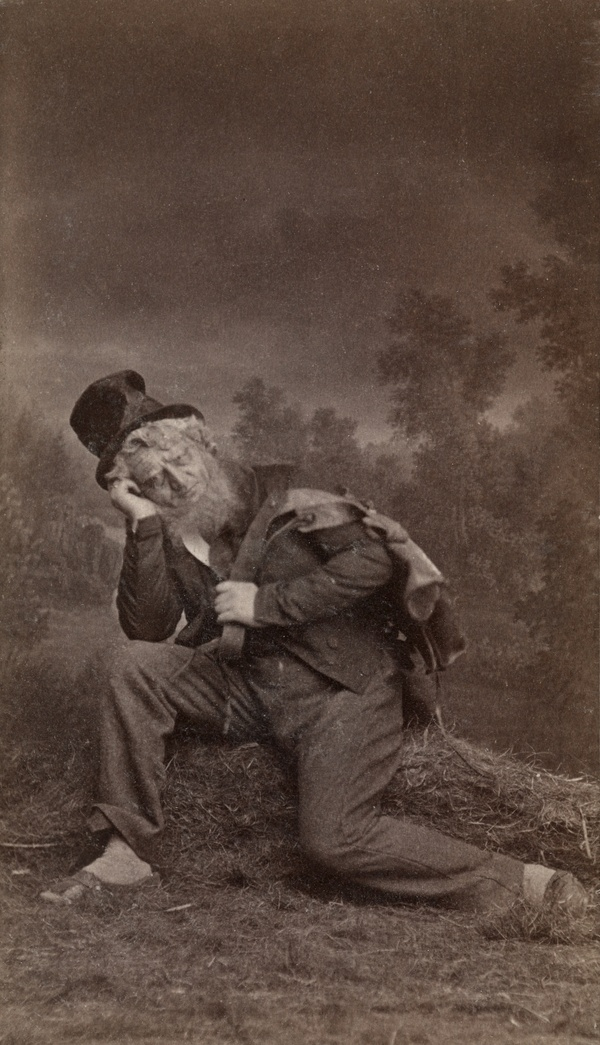
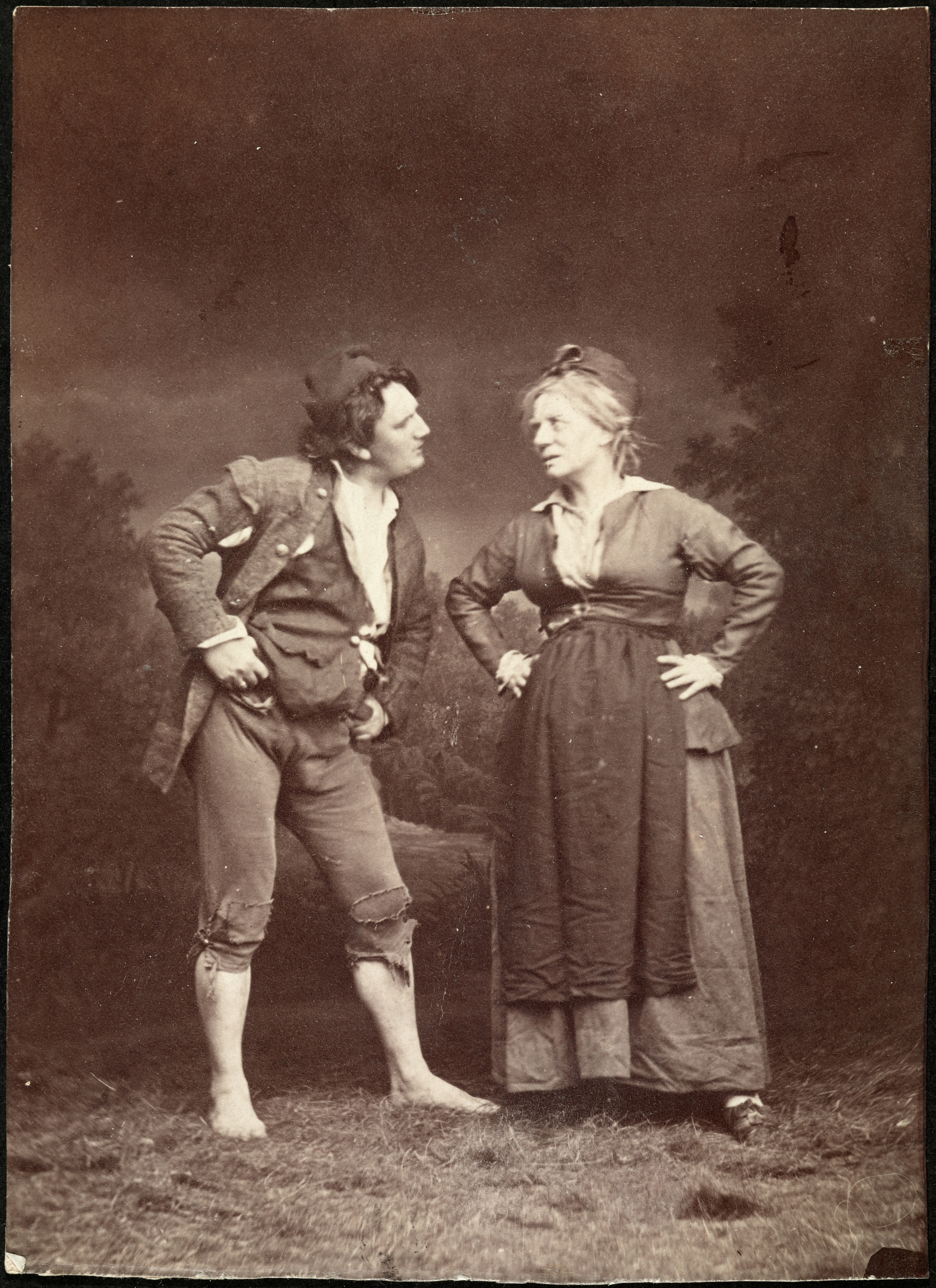
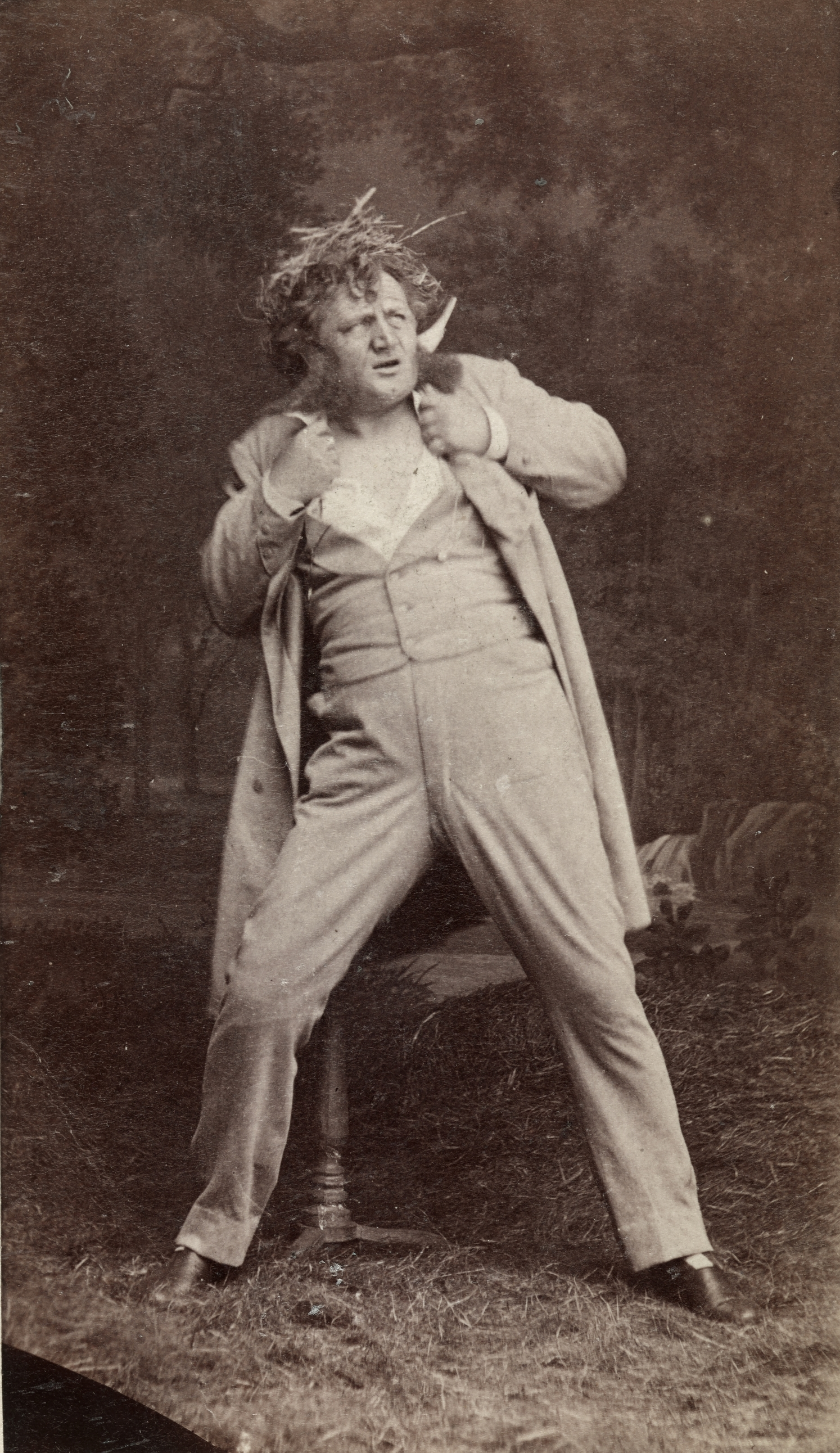
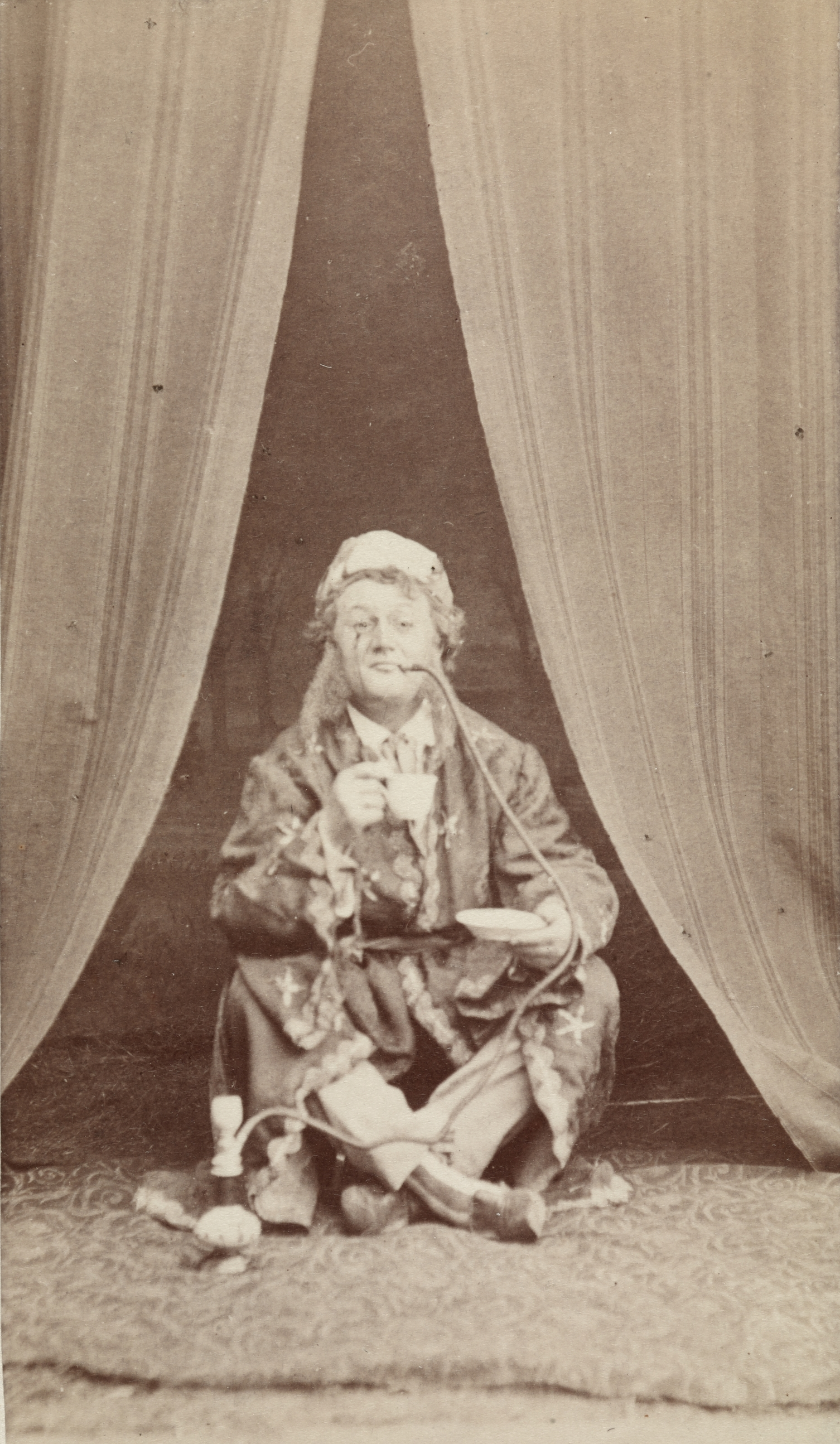
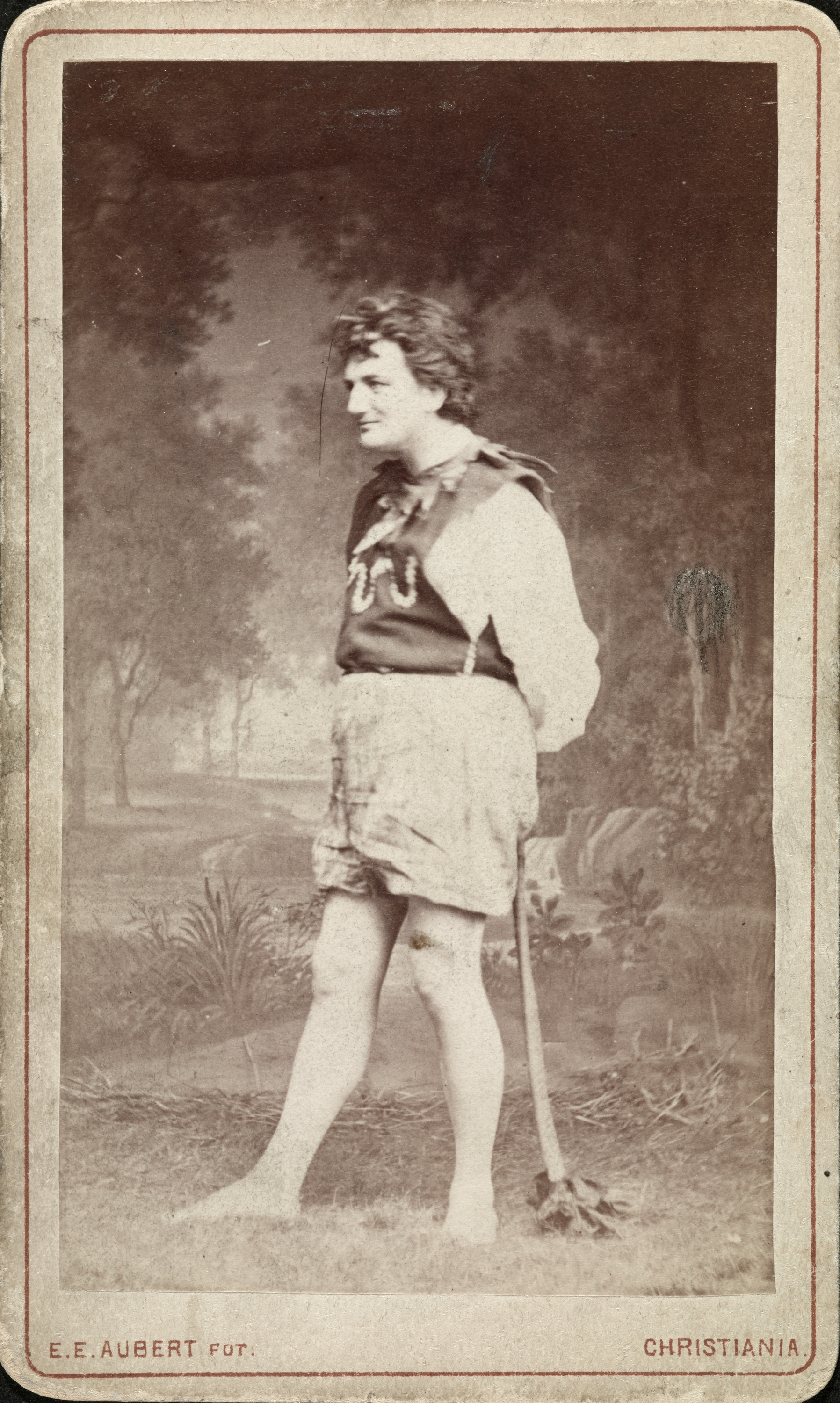
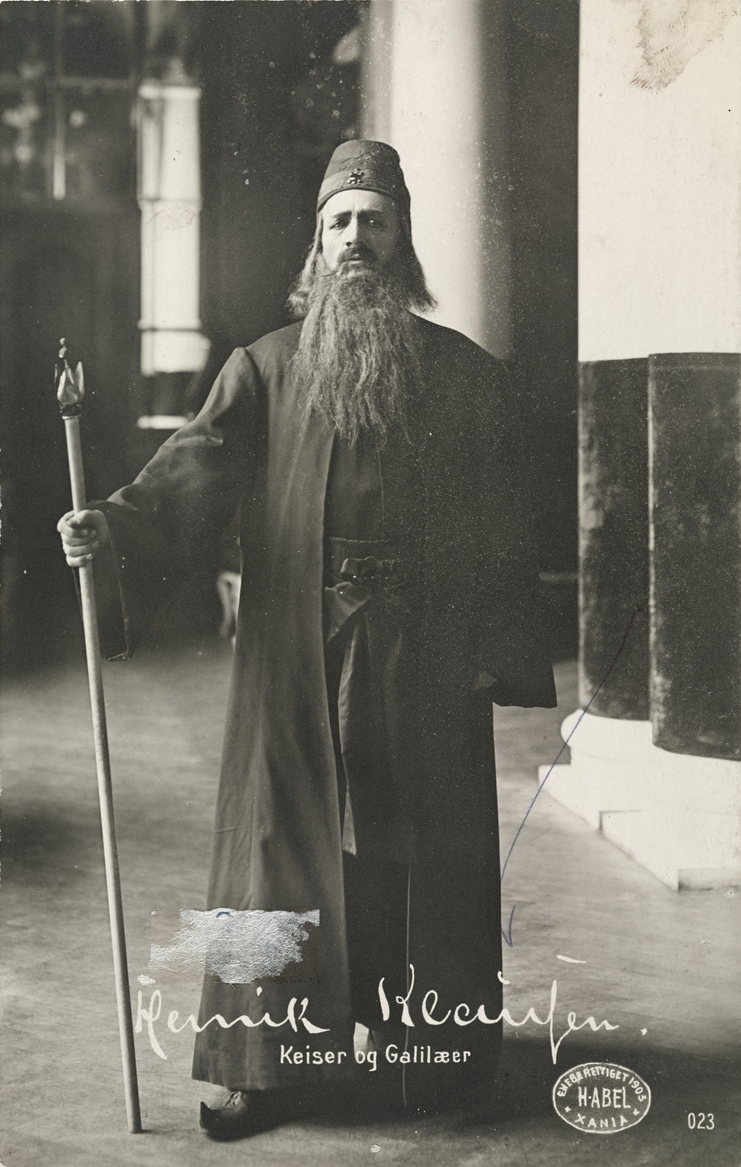

## Obras

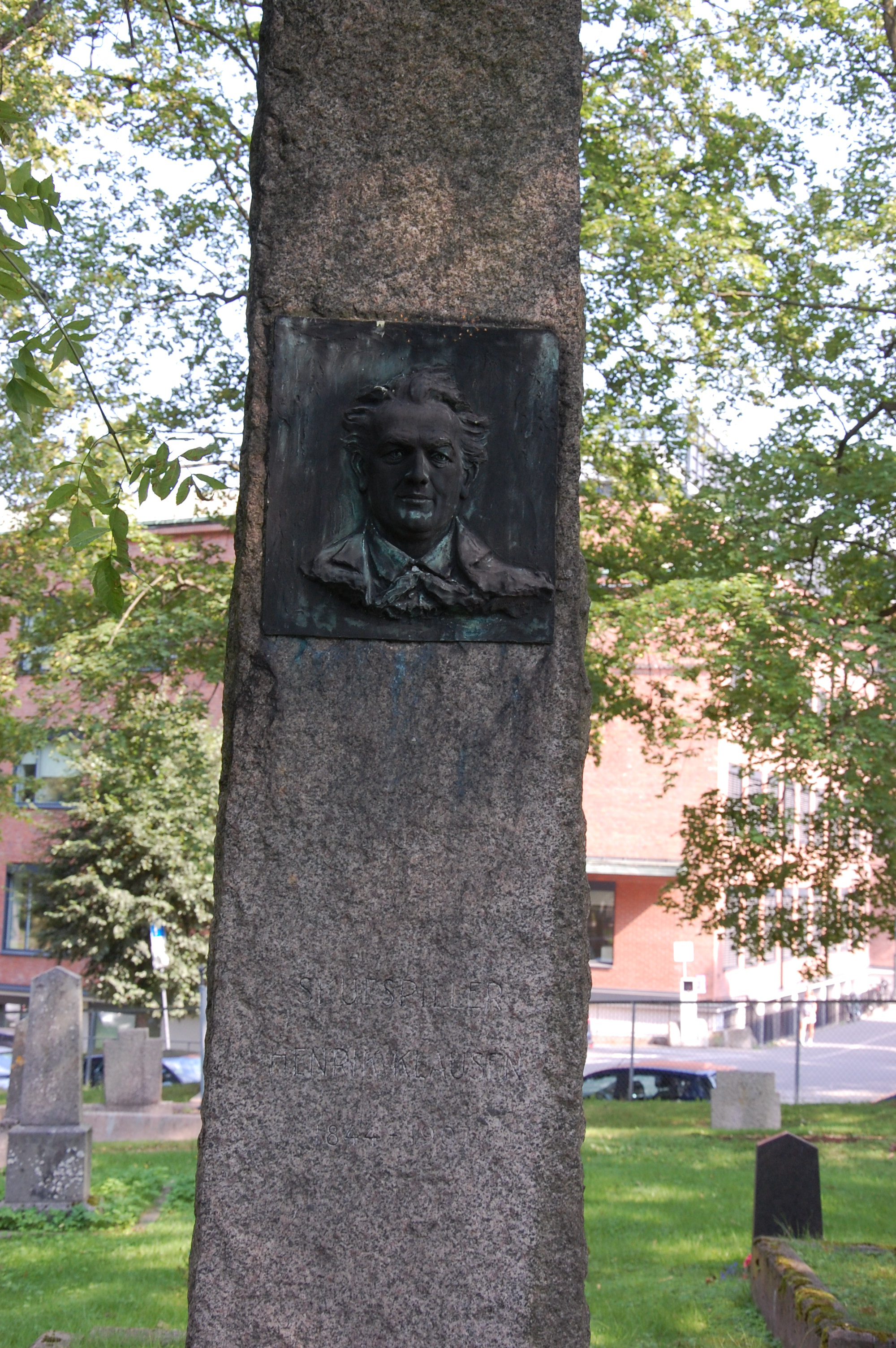
Tumba conmemorativa de Henrik Klausen en el cementerio de Vår Frelser en Oslo.

Henrik Klausen fue un actor ágil y versátil que se hizo extremadamente popular por su comedia seca, realismo acertado y maquillaje a menudo exagerado. Interpretó grandes y clásicas roles de personajes como Peer Gynt, Shylock en Hamlet y el Obispo Nikolas en Kongs-Emnerne, así como Harpagon en El avaro y Tartufo, ambas comedias de Molière. Interpretó comedias de personajes como Lundestad en La liga de la juventud, Morten Kiil en Un enemigo del pueblo y Mortensgaard en Rosmersholm. También actuó en muchas farsas, comedias ligeras y operetas, incluyendo el papel del Sastre Gibson en El bibliotecario. Henrik Klausen también se presentó como lector en toda Noruega y fue invitado a escenarios en Dinamarca y Suecia (en Estocolmo en 1875 y 1900).
Klausen fue nombrado caballero de primera clase de la Orden de San Olav en 1897.

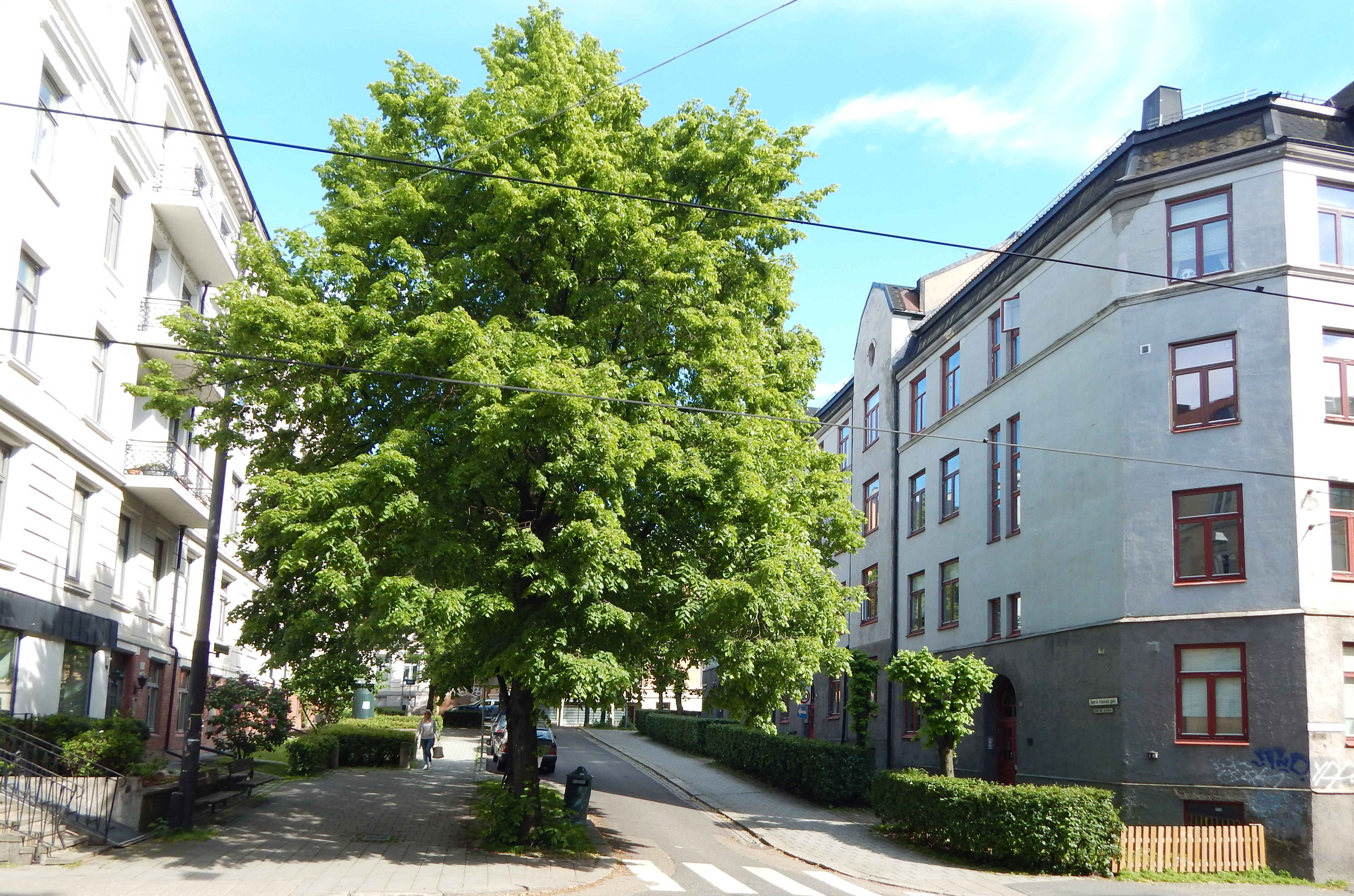
Calle en Oslo, Henrik Klausens gate cerca de Adamstuen, fue nombrada en su honor.

## Familiares
La actriz Gudrun Klausen era su hija, y Thorleif Klausen su hijo.

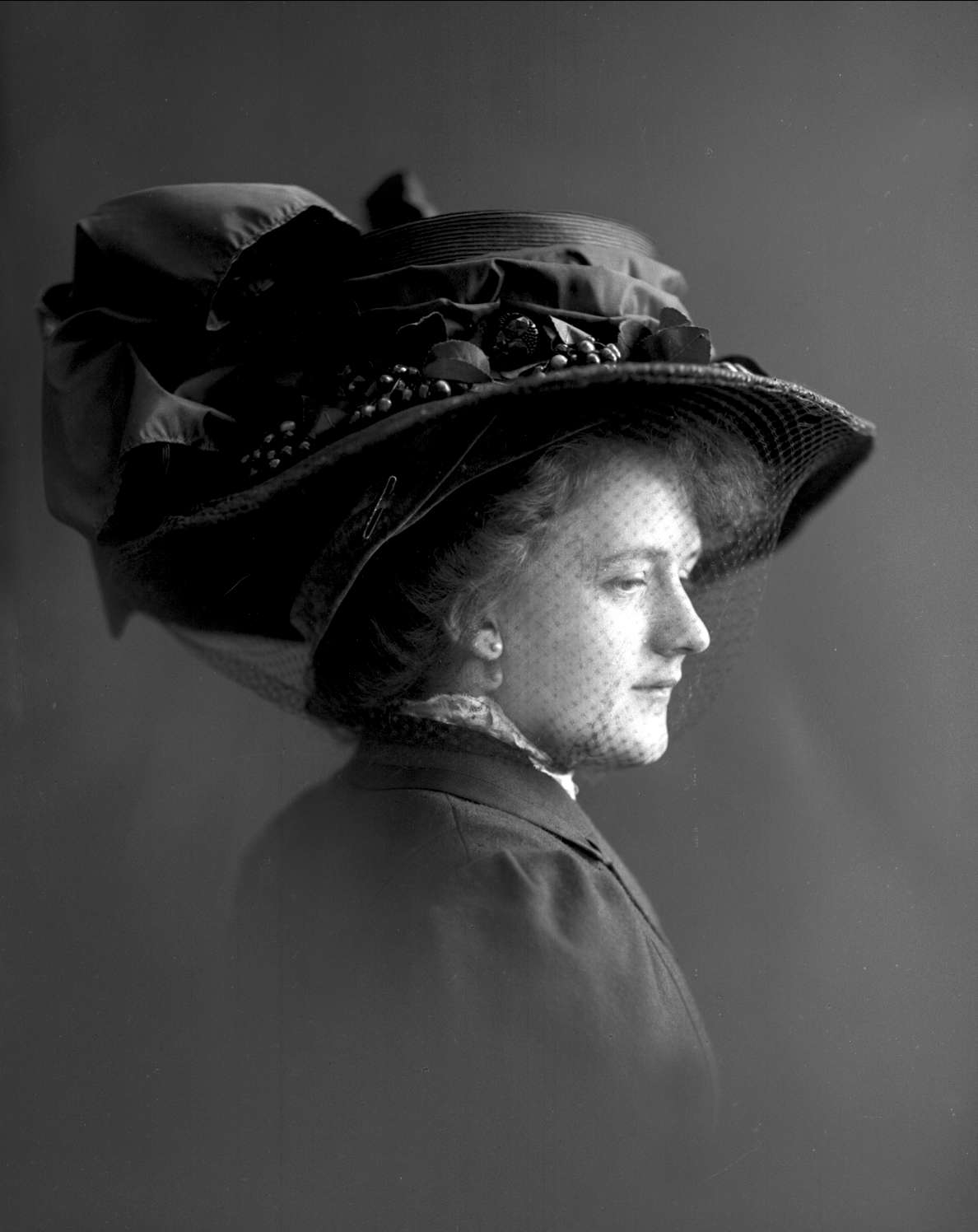
Gudrun Klausen
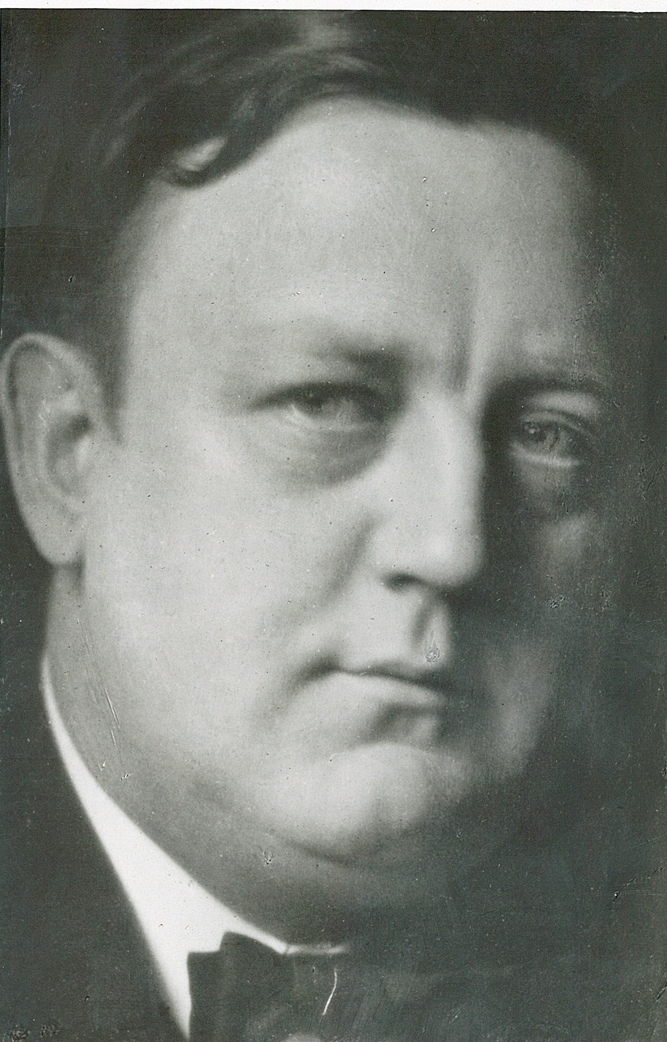
Thorleif Klausen

En 1934, una calle en Oslo, Henrik Klausens gate cerca de Adamstuen, fue nombrada en su honor. También hay una calle con su nombre en Kopervik.